# プファルツ地方

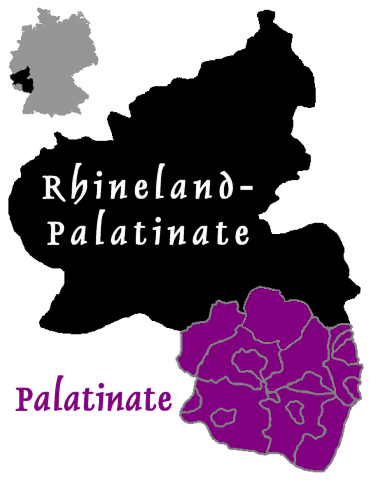
プファルツ地方

プファルツ地方 (ドイツ語: Pfalz) は、ドイツのラインラント＝プファルツ州の南部地方のこと。ファルツ、プァルツとも表記される。
かつてのライン宮中伯領（プファルツ選帝侯領）の一部で、現在は上級自治体連合のプファルツ県連合 (Bezirksverband Pfalz) となっている。
英語では“Palatinate”（パラティネート）。他のヨーロッパ諸語での名称もドイツ語名あるいは英語名に類する。

## 由来
本来「プファルツ」は、宮中伯（プファルツ伯、Pfalzgraf）の領邦（または城）を指す普通名詞であった。しかし、13世紀中頃までにライン宮中伯以外の宮中伯は消滅したため、「プファルツ」というとライン宮中伯の領邦を指す地名のように使われることになった。ライン宮中伯家（プファルツ系ヴィッテルスバッハ家）出身の人物の家名がフォン・デア・プファルツ（von der Pfalz）と定冠詞付きで称されたのは普通名詞であった名残りである。
この地方は、シュターレック家のオットー2世とヘルマン3世父子、ホーエンシュタウフェン家のルートヴィヒ（フリードリヒの次男）とその従孫のコンラート（フリードリヒ1世の弟）とヴェルフェン家のハインリヒ5世・ハインリヒ6世父子が支配していたが、1214年にハインリヒ6世が嗣子なく急逝したためプファルツ系ヴェルフェン家は断絶し、ヴィッテルスバッハ家のルートヴィヒ1世が代わって支配するようになった。1294年にヴィッテルスバッハ家はバイエルン系ヴィッテルスバッハ家とプファルツ系ヴィッテルスバッハ家に分裂した。
ライン宮中伯は13世紀頃に選帝侯の地位を獲得し、「プファルツ選帝侯」（Kurfürst von der Pfalz）と通称されるようになった。宮中伯と選帝侯を兼ねたのは歴史上ライン宮中伯のみであるため、単に「プファルツ選帝侯」だけでライン宮中伯を意味する。また、プファルツ選帝侯領は「クーアプファルツ」（Kurpfalz）と呼ばれる。
ライン宮中伯＝プファルツ選帝侯はヴィッテルスバッハ家の分枝によって継承された後、18世紀には同族のバイエルン選帝侯位もその断絶に際して継承する。フランス革命戦争とナポレオン戦争を経て、プファルツの地はバイエルン王国の飛び地となった。

## プファルツの郡・独立市
現在のドイツでは、州は郡と独立市からなる。州の中で、複数の郡と独立市が上級自治体連合という連合体を構成することがあり、プファルツ県連合もその1つである。ラインラント＝プファルツ州の24郡12独立市のうち、8郡8独立市がプファルツ県連合を構成している。

### 郡
- バート・デュルクハイム郡Bad Dürkheim
- ドナースベルク郡 (Donnersbergkreis)
- ゲルマースハイム郡 (Germersheim)
- カイザースラウテルン郡 (Kaiserslautern)
- クーゼル郡 (Kusel)
- ライン＝プファルツ郡 (Rhein-Pfalz-Kreis)
- ズュートリヒェ・ヴァインシュトラーセ郡 (Südliche Weinstraße)
- ズュートヴェストプファルツ郡 (Südwestpfalz)

### 独立市
- フランケンタール (Frankenthal)
- カイザースラウターン (Kaiserslautern)
- ランダウ (Landau)
- ルートヴィヒスハーフェン・アム・ライン (Ludwigshafen am Rhein)
- ノイシュタット・アン・デア・ヴァインシュトラーセ (Neustadt an der Weinstraße)
- ピルマゼンス (Pirmasens)
- シュパイアー (Speyer)
- ツヴァイブリュッケン (Zweibrücken)